# Alberto Lozano Simonelli
Alberto Lozano Simonelli (Bogotá, 16 de diciembre de 1937-16 de febrero de 2015) fue un abogado, historiador y político colombiano de ascendencia italiana. Fue gobernador del Departamento del Tolima (Colombia), rector de la Universidad Jorge Tadeo Lozano y embajador de Colombia en Bélgica, Luxemburgo y Comunidades Europeas.

## Historia
Estudió Derecho y para graduarse escribió la tesis Introducción al Estudio de una teoría General sobre la Nacionalidad Colombiana, laureada por los examinadores en la Universidad del Rosario. 
Fue columnista ocasional de El Espectador y otros medios. Con el ejercicio de su profesión de abogado alternó el estudio de los temas internacionales e históricos, prolíficas actividades de las que escribió varios libros. En un acto de complacencia hacia el Gobernador del Tolima  Alberto Lozano Simonelli, quien se encontraba de visita en Piedras Tolima, le asignaron el nombre de su padre al Colegio, y al año 2015 aún se denomina "Fabio Lozano y Lozano".

## Actividad académica
Fue rector de la Universidad de Bogotá Jorge Tadeo Lozano (1971 - 1972), presidente de Consejo Directivo (1975-1976), profesor y miembro del Consejo Directivo.
Fue miembro correspondiente de la Academia Colombiana de Historia. Para recibirse leyó un escrito de su autoría denominado "A cien años de Panamá. Una lección para la historia" sobre la separación de Panamá del territorio colombiano.

## Actividad pública
Fue diputado por la Asamblea de Cundinamarca. Director de Adpostal y Gobernador del Departamento del Tolima entre 1969 y 1970. También fue embajador en Bélgica, Luxemburgo, y Comunidades Europeas dese 1983 al 1986.

## Libros
- Arqueo Histórico de la Regeneración, 1958, ganador del Premio Eduardo Santos de la Academia Colombiana de Historia
- Introducción al estudio de una teoría general sobre la nacionalización colombiana , 1961
- San Andrés y Providencia la amenaza de Nicaragua: aspectos jurídicos y políticos de la posición de Colombia, 2002.[5]
- El ataque de Nicaragua a la soberanía colombiana: punto vital: ¿controversia internacional o violación del ius cogens?, 2005